# Oneirodes melanocauda
Oneirodes melanocauda is een straalvinnige vissensoort uit de familie van armvinnigen (Oneirodidae). De wetenschappelijke naam van de soort is voor het eerst geldig gepubliceerd in 1951 door Bertelsen.